# Popburger
Popburger – album zespołu Ziyo. Wydany 16 maja 2005 roku nakładem wydawnictwa Metal Mind Productions.
Nagrań dokonano w „Spectrum Studio”, Tarnów. Realizacja: Piotr „Quentin” Wojtanowski, Leszek Łuszcz. Aranżacja i produkcja muzyczna: Jerzy Durał. Koncepcja plastyczna: Jerzy Durał. Projekt graficzny: Artur Janus i Jerzy Durał.

## Lista utworów
źródło:.
1. „Nr 6” – 0:30
2. „Popburger” – 3:41
3. „Planeta ja, planeta ty” – 3:56
4. „Rubikon” – 3:53
5. „Phoenix” – 3:47
6. „Nie opuszczaj mnie” – 3:37
7. „Poza kontrolą” – 3:57
8. „What I Wanna Give You” – 4:18
9. „Credo” – 4:04
10. „Waltz z planetą Mars” – 5:55

## Skład wykonujący
źródło:.
- Jerzy Durał – śpiew, instrumenty klawiszowe, midi, loopy
- Piotr „Quentin” Wojtanowski – gitara basowa, gitary akustyczne i elektryczne
- Piotr Sokołowski – gitary elektryczne
- Kris „Flipper” Krupa – perkusja

Muzyka – Jerzy Durał.

Teksty – Jerzy Durał (oprócz 8. Małgorzata Ostrowska, tłum. Bartosz Chmura).